# Szereg izologiczny
Szereg izologiczny – zbiór związków organicznych, w którym każdy związek jest zbudowany z takiej samej liczby atomów węgla, natomiast różni się jedynie liczbą atomów wodoru. Przykładem takiego zbioru jest szereg węglowodorów o dwóch atomach węgla w cząsteczkach, tj. etan (C
2H
6), eten (C
2H
4), etyn (C
2H
2).